# Joseph Weterings
Joseph Weterings (Anseremme, 17 april 1904 - Seillans, 9 mei 1967) was een Belgische schrijver, musicoloog en muziekcriticus. Daarnaast was hij tot 1966 directeur van het energiebedrijf Electrogaz in Brussel.
Zijn belangstelling als literair auteur ging in het bijzonder uit naar de cultuur van de Oudheid. Hij werkte nauw samen met de componist Albert Roussel en schreef voor hem diverse teksten, waaronder het libretto voor de onvoltooide opera Le Téméraire. Ook voor composities van Marcel Poot, Henri Sauguet, Norbert Rosseau en Wladimir Vogel schreef hij teksten en libretti.
Hij speelde ook een sleutelrol in de intergemeentelijke samenwerking van de energiebedrijven binnen de Brusselse agglomeratie. Nauwelijks een jaar na zijn pensionering bij Electrogaz stierf hij in Seillans in het Franse departement Var, waar hij was gaan wonen.

## Werken (selectie)
- Voor de Franse componist Albert Roussel:
  - het libretto voor de balletmuziek Aeneas (1935)
  - de tekst van het radiodrama Elpénor (1937)
  - het libretto voor de nooit voltooide opera Le Téméraire
- Voor de Belgische componist Marcel Poot:
  - de tekst voor het oratorium Le dit du routier (1943)
  - het libretto voor de opera Moretus (1943)
  - de grondslag voor de balletmuziek Camera (1937)
- Voor de Belgische componist Norbert Rosseau:
  - de tekst voor het oratorium L'An mille (1946)
  - het libretto voor de opera Sicilienne (1948)
  - de tekst voor het werk Incantations (1950)
  - het libretto voor de kameropera Les Violons du Prince (2 versies 1954, 1963)

- de tekst voor het oratorium Le dit du routier (1943)
- het libretto voor de opera Moretus (1943)
- de grondslag voor de balletmuziek Camera (1937)

- Voor de Zwitserse componist van Russisch-Duitse afkomst Wladimir Vogel:
  - de grondslag voor Wegadus Untergang durch die Eitelkeit
- Voor de Franse componist Henri Sauguet:
  - de tekst van de cantate Les ombres du jardin.
- Een bijdrage aan het boek À propos de Guy Huygens over de schilder Guy Huygens.

- Bibliothèque nationale de France: cb14837106r (data)
- CiNii: DA09792677
- Gemeinsame Normdatei: 13693157X
- International Standard Name Identifier: 0000 0000 5520 719X
- Library of Congress Control Number: no93019162
- MusicBrainz: b38da123-8c35-4450-a070-0428c60ab805
- Nederlandse Thesaurus van Auteursnamen: 06786919X
- Réseau des bibliothèques de Suisse occidentale: 02-A003970160
- Système universitaire de documentation: 251550060
- Virtual International Authority File: 29798726
- WorldCat: E39PBJr3qvrQJT8kxtrCrtfjG3